# SYMAG Informatique Micromachine 4000
SYMAG Informatique Micromachine 4000 (Micromachine 4000) је кућни рачунар, производ фирме SYMAG Informatique који је почео да се израђује у Француској током 1982. године.
Користио је 8086 као централни микропроцесор а RAM меморија рачунара Micromachine 4000 је имала капацитет од 256 kb (до 1 Mb). 
Као оперативни систем кориштен је CP/M 86.

## Детаљни подаци
Детаљнији подаци о рачунару Micromachine 4000 су дати у табели испод.
|                       |                                                      |
| 4000                  |                                                      |
| Произвођач            |                                                      |
| Тип                   | кућни рачунар                                        |
| Меморија              | 256 (до 1 Mb)                                        |
| Поријекло             | Француска                                            |
| Година                | 1982                                                 |
| Тастатура             | AZERTY механичка тастатура са нумеричком тастатуром. |
| Процесор              |                                                      |
| Фреквенција процесора | 5                                                    |
| RAM                   | 256 (до 1 Mb)                                        |
| ROM                   |                                                      |
| Текст                 |                                                      |
| Графика               |                                                      |
| Боја                  |                                                      |
| Звук                  | непознато                                            |
| Димензије             |                                                      |
| Портови               |                                                      |
| Оперативни систем     |                                                      |